# Somatotipo
El somatotipo o psicología constitucional es una teoría, desarrollada en la década de 1940 por el psicólogo norteamericano William Herbert Sheldon, que asocia los tipos de cuerpos humanos con tipos de temperamentos.
Sheldon propuso clasificar al físico humano de acuerdo con la contribución relativa de tres elementos fundamentales, somatotipos, denominados según las tres capas germinales del desarrollo embrionario: el endodermo (que se desarrolla dando lugar al tracto intestinal), el mesodermo (que se convierte en músculos, corazón y vasos sanguíneos), y el ectodermo (que posteriormente forma la piel y el sistema nervioso).
En su libro de 1954, Atlas del hombre (Atlas of Men), Sheldon clasifica todos los tipos de cuerpos, con una escala del uno al siete para cada uno de los «somatotipos», donde el «endomorfo» puro tendría el valor 7-1-1, el «mesomorfo» puro tendría el valor 1-7-1 y el «ectomorfo» puro tendría el valor 1-1-7. Supuestamente a partir de este número, se podrían predecir las características mentales de un individuo o grupo.

## Los tres tipos

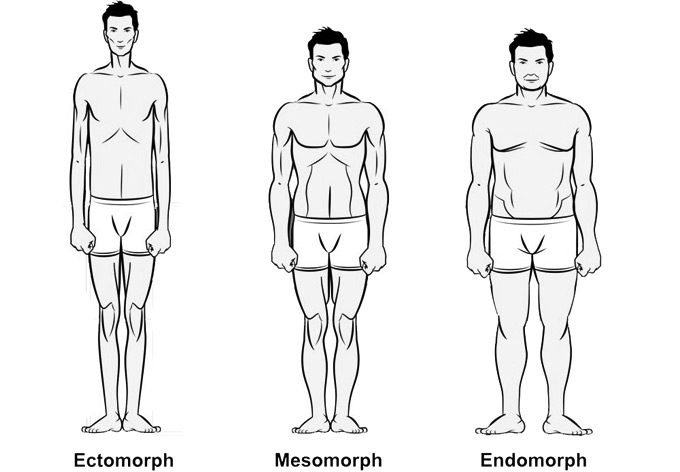
Tres tipos de cuerpos

El somatotipo de Sheldon y sus  características físicas asociadas se pueden resumir como:
- Ectomorfo: caracterizado por músculos y extremidades largas y delgadas y poca grasa almacenada, poseen metabolismo acelerado causante de la baja generación de grasas y un desarrollo físico mayor; por lo general denominados delgados. Los ectomorfos no poseen predisposición a desarrollar los músculos ni a almacenar grasa.
- Mesomorfo: caracterizado por huesos de dimensiones promedios, torso macizo, bajos niveles de grasa, hombros anchos con una cintura delgada, éstos poseen metabolismo considerado normal, generación de grasas normal, y a su vez un desarrollo físico normal; usualmente identificados como musculosos. Los mesomorfos poseen una predisposición a desarrollar músculos, pero no a almacenar tejido graso.
- Endomorfo: caracterizado por un mayor almacenamiento de grasas, una cintura gruesa y una estructura ósea de grandes proporciones, por lo general identificados como gordos, poseen metabolismo lento; la generación de grasa es mayor, caracterizados por poseer desarrollo físico lento. Los endomorfos poseen una predisposición a almacenar grasas.

La idea de que estos tipos de constituciones físicas generales se relacionan con tipos psicológicos generales no se origina con Sheldon. En líneas generales, se asemeja a ideas encontradas, por ejemplo, en el sistema de tridosha de Ayurveda; La República, de Platón, y fue propuesto en el siglo XX por George Gurdjieff. Además, Friedrich Nietzsche escribe que "la naturaleza...distingue" tres cuerpos fisiológicos diferentes, que corresponden a la jerarquía de La República. Las ideas de Sheldon pueden contener algo sobre la concepción del alma de Aristóteles.
Los tres tipos de personalidad propuestos por Sheldon son aproximadamente parecidos a la clasificación de Carl Gustav Jung de los tipos de pensar, sentir y percibir. Y estas a su vez se asemejan mucho a los estereotipos populares del hombre delgado y temeroso, el hombre gordo y alegre y el chico duro y rudo.
Existen pruebas de que las diferencias físicas acarrean estereotipos culturales. Por ejemplo, un estudio reveló que los endomorfos suelen ser percibidos como pequeños, descuidados y perezosos. Los mesomorfos, en contraste con los anteriores, son típicamente estereotipados como populares y trabajadores, mientras que los ectomorfos suelen ser vistos como inteligentes, pero miedosos.  Los estereotipos de los mesomorfos son en general mucho más favorables que los de endomorfos. Los estereotipos de ectomorfos son poco precisos.
Las tres descripciones pueden ser moduladas por la composición corporal, la cual, puede ser alterada con dietas específicas y técnicas de entrenamiento. En una hambruna, una persona que fue considerada anteriormente endomorfa, puede comenzar a parecerse a un ectomorfo, mientras que un mesomorfo atlético, puede empezar a tomar forma de un endomorfo a medida que envejece y pierde masa muscular.
Sin embargo, algunos aspectos del somatotipo no se pueden cambiar: los músculos y el tejido adiposo puede cambiarse, pero la estructura ósea es una característica fija. De la misma manera, los parámetros culturales pueden enmascarar la tendencia hacia uno u otro temperamento. 
Sheldon falló al producir un test de personalidad que apoyara sus ideas satisfactoriamente. Sus investigaciones mostraron que una tendencia delictiva puede estar influenciada sobre todo por un somatotipo alto en parámetros de mesomorfo y algo menos en ectomorfo. En cambio, se halló una tendencia suicida en aquellos con un alto tipo de ectomorfo, y los endomorfos resultaron comunes en instituciones mentales. Estas tendencias son aplicables a una teoría de los temperamentos agresivo y nervioso, pero no una demostración coherente de las tesis realizadas por Sheldon.

## Evaluaciones modernas
Las teorías de Sheldon se popularizaron en los años cincuenta, influenciando a Abraham Maslow, Aldous Huxley y Robert S de Ropp. La mayoría de los científicos de finales del siglo XX consideran estas teorías anticuadas. 
Las fotografías de Sheldon de estudiantes desnudos y pre-graduados de Yale se cuentan en miles, que fueron tomadas para un programa de estudio postural preexistente para estudiantes, y otras fotografías  que recolectó de programas similares en otros institutos, fueron destruidas.
Aún se usan en ocasiones las palabras endomorfo, mesomorfo y ectomorfo para describir tipos de cuerpo, como por ejemplo, asociadas con ejercicios de pesas a fin de ganar músculo. La unión psicosomática es bastante simplista, y para la fisiología está por demostrar, pero la lista de somatotipos sigue siendo una forma básica, aunque limitada de clasificar tipos de cuerpos básicos. Los animales triblásticos avanzados, como los mamíferos o los humanos modernos en particular, tienen estas tres capas básicas de tejido.[cita requerida]